# Flugsicherungsradar

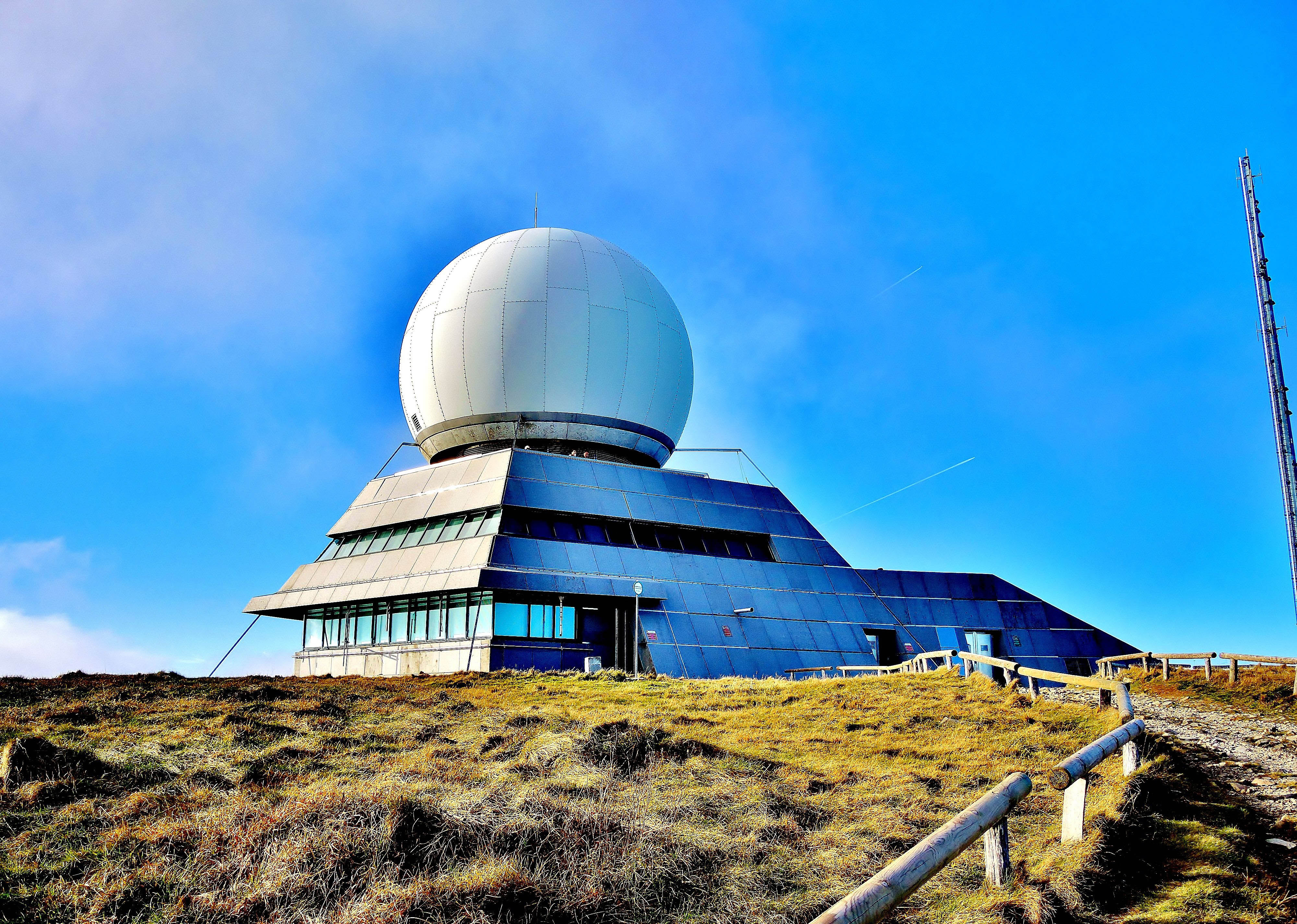
Radarstation mit Radom auf dem Grand Ballon in Frankreich

Als Flugsicherungsradar werden ortsfeste Radarstationen bezeichnet, die zur Kontrolle des Flugverkehrs dienen.

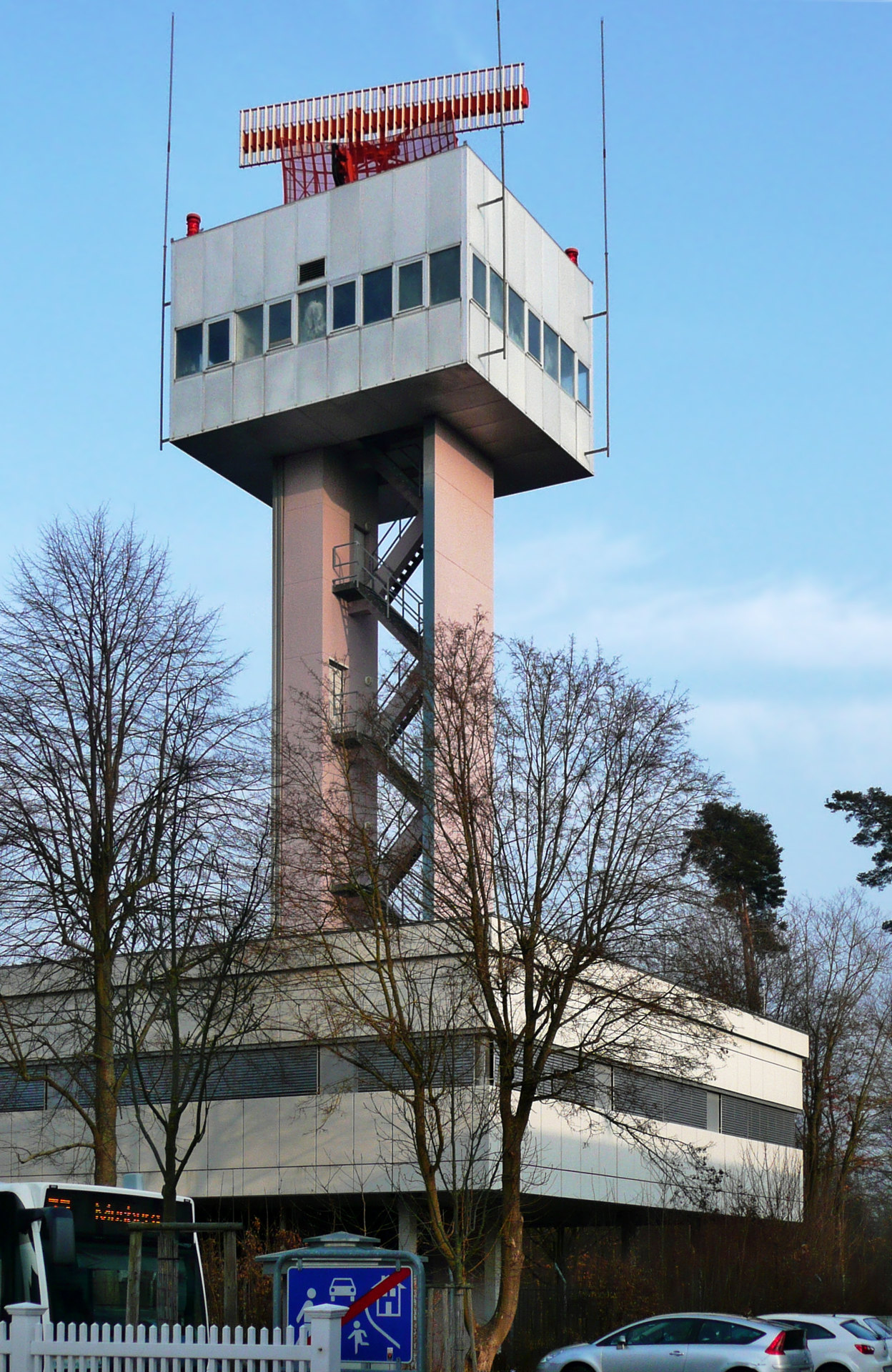
Radarturm in Leinfelden-Echterdingen

Die meist als Primärradar betriebenen Anlagen senden ein starkes Sondierungssignal gerichtet aus und empfangen ein passives Echosignal zur Berechnung der Position des reflektierenden Objektes, meist als „Ziel“ bezeichnet. Sie benötigen keine Zuarbeit des Zieles. Sie können zur Identifizierung der erfassten Flugzeuge mit einem zusätzlichen Sekundärradar ausgestattet sein. Dieses Sekundärradar sendet an die durch das Primärradar erfassten Flugzeuge Anfrageimpulse aus, die von diesen mittels Transponder aktiv beantwortet werden. Dadurch stehen den Fluglotsen neben der Position der Luftfahrzeuge und der (durch die Bewegung des Radarechos berechenbaren) Fluggeschwindigkeit auch die Flughöhe und deren Kennung zur Verfügung.
Aus Kostengründen werden manchmal auch Sekundärradargeräte ohne Primärradar betrieben, meist nur außerhalb der Kontrollzonen eines Flugplatzes. Diese können allerdings nur kooperierende Ziele erkennen, also Ziele, die einen Transponder haben und diesen auch eingeschaltet haben. Die meisten der mittlerweile viel genutzten unbemannten Luftfahrzeuge („Drohnen“) werden durch diese Flugsicherungsradargeräte daher nicht erkannt.
Für unterschiedliche Kontrollbereiche gibt es
- Streckenradar (En-route-Radar) zur Überwachung des Flugverkehrs außerhalb besonderer Kontrollbereiche (Flugplätze);
- Anflugradar (Airport Surveillance Radar) für die Kontrolle des Flugverkehrs innerhalb von Flugplatzbereichen;
- Bodenradar, auch als Surface Movement Radar (SMR) bzw. Airport Surface Detection Equipment (ASDE) bezeichnet, für die direkte Überwachung aller Bewegungen auf dem Flugplatz (Rollbahn und Vorfeld);
- Präzisionsanflugradar zum bodengeleiteten Landeanflug, falls Teile des Instrumentenlandesystems (ILS) ausgefallen sind oder das Flugzeug keine Ausrüstung für ILS hat (vor allem militärische Flugzeuge).

Auf dem Flugplatz selbst kann auch ein System aus vielen Empfängern für die genormte Sendefrequenz der Transponder verteilt sein (s. Advanced Surface Movement Guidance and Control System). Diese Empfänger empfangen das Transpondersignal und aus den unterschiedlichen Laufzeiten zu jedem dieser Empfänger kann ein Rechner durch Multilateration den genauen Standort des Transponders berechnen. Um dieses System nicht nur bei Flugzeugen nutzen zu können, erhalten auch bodengebundene Fahrzeuge, die bis zur Start-/Landebahn fahren dürfen, wie das Follow-me-Car und die Flughafenfeuerwehr, einen Transponder mit speziellem Identifikations-Code für Bodengeräte.